# Niki Nakayama
Pour les articles homonymes, voir Nakayama (homonymie).
Niki Nakayama, née en 1975 à Los Angeles, est une chef américaine, spécialisée dans la cuisine japonaise contemporaine, en particulier de type kaiseki. 

## Biographie
Niki Nakayama est née de parents japonais vivant dans le quartier de Koreatown, à Los Angeles, qui travaillaient dans le commerce du poisson. Elle étudie la cuisine à Pasadena avant de travailler dans plusieurs restaurants, notamment Takao, dans le quartier de Brentwood. Elle voyage au Japon pendant trois ans, travaillant dans différents restaurants, notamment auprès du chef Masa Sato, réputé pour sa cuisine kaiseki. À son retour en Californie, elle ouvre un restaurant de sushis dont l'ensemble du personnel est féminin, l’Azami Sushi Cafe, puis le restaurant n/naka, à Los Angeles, où elle travaille avec son épouse Carole Iida. 
Au n/naka, reconnu par la presse culinaire comme l'un des meilleurs restaurants de cuisine japonaise contemporaine des États-Unis,,, Nakayama sert un menu de type kaiseki (nombreux petits plats mettant en valeur des ingrédients de saison et différents styles de préparation), composé de treize plats, utilisant notamment les légumes et herbes de son propre jardin. Elle s'est exprimé à plusieurs reprises sur les difficultés qu'elle avait rencontrées en tant que femme dans le milieu des chefs et amateurs de cuisine japonaise, raison pour laquelle elle a choisi de travailler dans une cuisine fermée, afin que les clients ne puissent pas voir si elle est un homme ou une femme. 
Niki Nakayama a fait l'objet d'un épisode de la première saison de la série documentaire Chef's Table.